# Beteiligter
Der Begriff des Beteiligten wird in der deutschen Rechtssprache unterschiedlich verwendet:

## Verwaltungsrecht

### Behördliches Verfahren
- Antragsteller und Antragsgegner
- Adressat eines Verwaltungsaktes
- Beteiligter bei öffentlich-rechtlichem Vertrag
- Hinzugezogener bzw. Hinzuzuziehender

Siehe § 13 VwVfG, bei Finanzbehörden bzw. Verwaltungsakten der Steuerbehörden § 78 AO.

### Sozialrechtliches Verwaltungsverfahren
entsprechend § 12 SGB X

### Verwaltungsgerichtliches Verfahren
Im Klageverfahren gilt, dass der Beteiligte eine besondere Stellung im verwaltungsgerichtlichen Verfahren innehat. Er ist enumerativ in § 63 VwGO aufgezählt.
Beteiligte können demnach sein:
1. der Kläger
2. der Beklagte
3. der Beigeladene
4. der Vertreter des Bundesinteresses beim Bundesverwaltungsgericht oder der Vertreter des öffentlichen Interesses, falls er von seiner Befugnis, beteiligt zu sein, Gebrauch macht.

Unabhängig von der terminologischen Nennung im § 63 VwGO, ist die Frage der Beteiligtenfähigkeit im verwaltungsgerichtlichen Verfahren zu stellen. Demnach kann nur derjenige Kläger oder Beklagter sein, der einer der in § 61 VwGO genannten Fälle zuzuordnen ist. 
Fähig, am Verfahren beteiligt zu sein, sind 
1. natürliche und juristische Personen,
2. Vereinigungen, soweit ihnen ein Recht zustehen kann,
3. Behörden, sofern das Landesrecht dies bestimmt.

## Strafrecht
Der Beteiligte im Strafrecht kann sowohl der Teilnehmer (also Anstifter oder Gehilfe) als auch der Täter (in jeder Täterform: Einzeltäter, mittelbarer Täter, Mittäter oder Nebentäter) sein.
In mehreren strafrechtlichen Vorschriften ist ebenfalls vom Beteiligten die Rede. Nach § 142 StGB (Unerlaubtes Entfernen vom Unfallort, sogenannte Fahrerflucht) wird zum Beispiel bestraft, wer sich als Unfallbeteiligter nach einem Unfall im Straßenverkehr vom Unfallort entfernt hat, ohne die nötigen Feststellungen ermöglicht zu haben. Unfallbeteiligter ist in diesem Sinne (vgl. die Legaldefinition in § 142 Abs. 5) jeder, dessen Verhalten nach den Umständen zur Verursachung des Unfalls beigetragen haben kann. Dies ist nicht nur der Fahrzeugführer, sondern gegebenenfalls auch ein Beifahrer, wenn er den Fahrer abgelenkt hatte. Wer zum Zeitpunkt des Unfalls nicht am Unfallort war, kann hingegen kein Unfallbeteiligter sein. 
In § 145d Abs. 2 Nr. 1 StGB täuscht der Täter über einen Beteiligten an der Tat. Hier ist der Beteiligte wie im Strafrecht generell als Täter oder Teilnehmer zu verstehen.

## Zivilverfahrensrecht
Am Erkenntnisverfahren sind vor allem der Kläger und der Beklagte beteiligt, darüber hinaus auch Dritte wie beispielsweise im Fall der Haupt- oder Nebenintervention.
In den Verfahren der Zwangsversteigerung und der Zwangsverwaltung gelten der Gläubiger, der Schuldner und diejenigen, für die zur Zeit der Eintragung des Vollstreckungsvermerks ein Recht im Grundbuch eingetragen ist, als Beteiligte. Die Beteiligtenstellung kann auch erlangen, wer ein bestimmtes Recht bei dem Vollstreckungsgericht anmeldet (§ 9 ZVG). Dies sind u. a. Mieter oder Pächter, aber auch Nachbarn, wenn diese Rechte z. B. wegen einer Grundstücksverletzung geltend machen (z. B. Überbau nach § 912 bis § 917 BGB) und sich diese Rechte daher nicht aus dem Grundbuch, sondern aus dem BGB ergeben.

## Bußgeldverfahren
Die Person, gegen die sich ein Bußgeldverfahren richtet, also derjenige, der nach Meinung der Behörde die Ordnungswidrigkeit begangen hat, wird Beteiligter genannt. Die Stellung des Beteiligten im OWi-Verfahren ist bis zum Erlass des Ordnungswidrigkeitenbescheides von Passivität geprägt. Der Beteiligte soll zwar vor Erlass des OWi-Bescheides gehört werden, aber er kann bis auf die Angabe seiner Personalien auf dieses rechtliche Gehör verzichten. Erst nach der Zustellung des OWi-Bescheides kann er aktiv in das Verfahren eingreifen und Rechtsmittel (Einspruch) einlegen und über einen Rechtsanwalt Akteneinsicht verlangen.

## Gerichtsverfahren
Im Gerichtsverfahren sind stets mehrere Prozessbeteiligte in das Verfahren eingebunden; Beispiele hierfür sind Staatsanwaltschaft, Nebenkläger (nur bei Strafverfahren), Rechtsanwalt bzw. Rechtsbeistand usw. Für den Strafprozess in Deutschland unterscheidet Martin Heger zwischen notwendigen Verfahrensbeteiligten und weiteren Verfahrensbeteiligten. Ersteres sind nach Heger Richter, Staatsanwaltschaft, Beschuldigter und Verteidiger, zweiteres Polizei und Verletzter.